# Карнак
Карнак (енгл. Karnak Temple Complex, арап. الكرنك ал Карнак - „утврђено село“) је село у Горњем Египту на десној обали Нила, око 2,5 километра североисточно од Луксора. По њему је име добила северна половина рушевина Тебе (око 3200. године п. н. е.) која представља највећи ансамбл храмова из фараонског доба Египта. Храмови у Карнаку су од 1979. на листи Светске баштине Унеска.

## Храмови у Карнаку
Комплекс храмова, увећаван и мењан много пута, одражава променљиву срећу Египатског царства. Градња је почела у 16. веку п. н. е. Око 30 фараона је дало допринос у изградњи храмова. Главни део храма (Амонова секција) подигнут је у доба Осамнаесте династије.
Камен пешчар за изградњу харамова и стубова довлачен је из каменолома Гебел Силисила, око 150 километара јужније.
Подељен је на три зидовима одвојена дела која су посвећена боговима:
- Амону (централни и највећи део храма, једини који је отворен за посете)
- Ментуу (тебански бог-ратник)
- Муту (божанска супруга бога Амона)

Ту су још Атонов храм и храм Аменхотепа IV (срушен после његове смрти). Неколико алеја сфинги (са људским или овнујским главама) спајају Амонов и Мутов део храма са храмом у Луксору.
Храм у Карнаку је чувен због својих 134 масивних стубова организованих у 16 редова у Сали стубова. Од њих су 122 стуба висока 10 m, а преосталих 12 стубова су висока 21 m, са пречником од преко три метра. Архитрави на врху ових стубова тешки су 70 тона. Још није сасвим јасно како су Египћани подигли овако тешке конструкције на ту висину. Једна теорија је да су коришћене полуге, а друга је да су коришћене рампе од цигле и блата.
Храм има чак 10 пилона (монументалних капија), одвојених палатама и дворанама.
Салу стубова су саградили фараони Сети I и Рамзес II. Она има површину од 4.850 квадратних метара.
Цар Константин је 356. наредио затварање свих паганских храмова у Римском царству. До тада је храм у Карнаку већ био углавном напуштен. У његовим рушевинама настале су хришћанске цркве. Први савремени европски опис Карнака потиче из 1589. Начинио га је непознати Венецијанац. Европљани су посетили и описали храмове у Карнаку у 18. и 19. веку.

## Историја
Историја комплекса Карнак углавном је историја Тебе и њене променљиве улоге у култури. Верски центри су се разликовали по регионима, а када је успостављена нова престоница уједињене културе, верски центри на том подручју би добили на значају. Сматра се да град Теба није имао велики значај пре Једанаесте династије и да је претходна зграда храма била релативно мала, са светињама посвећеним раним божанствима Тебе, богињи Земље Мут и Монту. Рано здање су уништили освајачи. Најранији познати артефакт пронађен у пределу храма је мали, осмострани стуб из Једанаесте династије, која помиње Амон-Ре. Амон (понекад зван Амен) дуго је био локално заштитничко божанско Тебе. Он је поистовећен је са овном и гуском. Египатско значење Амона је „скривени“ или „скривени бог“.
Велики грађевински радови у пределу Амон-Ре одвијали су се током Осамнаесте династије, када је Теба постала главни град јединственог Древног Египта. Готово сваки фараон из те династије додао је нешто овом храмском локалитету. Тутмос I је подигао оградни зид који повезује Четврти и Пети пилон. То чини најранији део храма, који још увек стоји на том месту. Хатшепсут је наложила изградњу споменика, а такође је обновила и првобитни округ Мут, који су опустошили страни владари током окупације Хиксија. На улазу у храм је био постављене двоструки обелиск, у то време највиши на свету. Један још увек стоји као највиши преживели древни обелиск на Земљи; други се сломио на два дела и срушио. Још један од њених пројеката на том месту, Карнашка црвена капела или Капела руж, била је замишљен као баркско светилиште и могуће је да је првобитно стојала између њена два обелиска. Она је касније наредила изградњу још два обелиска да прослави своју шеснаесту годину као фараонка; један од обелиска се сломио током градње, те је стога трећи направљен да га замени. Сломљени обелиск остављен је на каменолому у Асуану, где је и даље лежи. Познат је као недовршени обелиск, пружа доказе о начину клесања обелиска.
Изградња Велике хипостилске дворане такође је вероватно започета током Осамнаесте династије (мада је већина нових зграда направљена под Сетијем I и Рамзесом II у Деветнаестој династији). Мернептах, такође из Деветнаесте династије, обележио је своје победе над Морским народима на зидовима Кашетског двора, што је био почетак процесионе руте до Луксорског храма. Последња велика промена у распореду предела Амон-Ре била је додавање Првог пилона и масивних зидова ограде који окружују читав предео, а оба је изградио Нектанеб I из Тридесете династије.
Године 323, римски цар Константин Велики признао је хришћанску религију, а 356. године Констанције II је наредио затварање паганских храмова широм Римског царства, у које је Египат био припојен 30. п. н. е. Карнак је до тада био углавном напуштен, и међу рушевинама су основане хришћанске цркве. Најпознатији пример тога је поновна употреба централне сале фестивалске дворане Тутмоса , где се још увек могу видети осликани украси светаца и коптски натписи.

### Европско познавање Карнака
Тачан положај Тебе био је непознат у средњовековној Европи, мада Херодот и Страбон дају тачну локацију Тебе и колико дуго до Нила треба путовати да би се до ње дошло. Мапе Египта, засноване на масивном делу Географија Клаудија Птолемеја из другог века, кружиле су Европом од краја 14. века, од којих су све приказивале локацију Тебе (Диосполиса). Упркос томе, неколико европских аутора из 15. и 16. века који су посетили само Доњи Египат и објавили своје путописе, попут Јоса ван Гистела и Андра Тевета, поставили су Тебу у Мемфису или близини њега.
Комплекс храма у Карнаку први пут је описао непознати Венецијанац 1589. године, иако његов извештај не наводи име комплекса. Овај извештај, смештен у Централној националној библиотеци Фиренце, први је познати европски помен, још од времена древних грчких и римских писаца, о читавом низу споменика у Горњем Египту и Нубији, укључујући Карнак, храм Луксор, Мемнонове колосе, Исну, Едфу, Ком Омбо, Фили и друге.
Карнак („Carnac”) као име села, и име комплекса, први пут је посведочен 1668. године, када су два брата капуцинерска мисионара, Проте и Шарл Франсоа Орлеански, путовали кроз то подручје. Протеова писања о њиховим путовањима објавио је Мељхиседек Тевено (Релације разних знатижељних путовања, издања 1670–1696) и Јохан Михаел Ванслеб (Садашња држава Египат, 1678).
Први цртеж Карнака налази се у путописном запису Пола Лукаса из 1704. године (Voyage du Sieur Paul Lucas au Levant). Он је прилично нетачан и може сасвим да збуни данашње посматраче. Лукас је путовао у Египат током 1699–1703. На цртежу је приказана мешавина предела Амон-Ре и предела Монту, заснована на комплексу ограниченом трима огромним Птоломејским капијама Птолемеја III Еуергета / Птолемеја IV Филопатора, и масивним 113 m дугим, 43 m високим и 15 м широким, Првим пилоном предела Амон-Ре.
Карнак су посетили и описали у сукцесији Клод Сикар и његов сапутник Пјере Лоран Пинсја (1718. и 1720–21), Гранже (1731), Фредерик Луј Норден (1737–38), Ричард Покок (1738), Џејмс Брус (1769), Шарл-Никола-Сижисбер Сонини де Манкво (1777), Вилијам Џорџ Браун (1792–93), и коначно бројни научници Наполеонове експедиције, укључујући Вивана Денона, током 1798–1799. Клод-Етјен Савари прилично детаљно описује комплекс у свом раду из 1785; посебно у светлу чињенице да је реч о фикционом извештају о измишљеном путовању у Горњи Египат, сачињеном на основу података других путника. Савари је посетио Доњи Египат 1777–78, и исто тако објавио је дело и о томе.

## Галерија
- Луксор дромос, авенија сфинга са људским главама која је некада повезивала храмове Карнак и Луксор.
- Свето језеро округа Амун-Ре
- Поглед на први пилон храма Амун-Ре у Карнаку
- Статуе сфинге с главом овна у Карнаку
- Хипостилска дворана округа Амун-Ре, каква се појавила 1838. године у Светој земљи, Сирији, Идумеји, Арабији, Египту и Нубији
- Колосална статуа Рамзеса
- Отворени стубови папируса у Хипостиловој дворани.
- Затворени стубови папируса u Хипостиловој дворани
- Обелиск Тутмоса  у Карнаку
- Статуа Хеприја у Карнаку
- Египат - Карнак. Капија и пилон, Бруклинска музејска архива
- Египат - Карнак. Велике статуе, Гудјир, Бруклинска музејска архива
- Фотографија храмског комплекса снимљена 1914. године, Корнелова универзитетска библиотека
- Хијероглифи са великог обелиска Карнака, транскрибовано заслугом Иполита Роселинија 1828. године